# Григорій Чхиквадзе
Григорій Чхиквадзе (груз. გრიგოლ ზაქარიას ძე ჩხიკვაძე; 27 квітня 1898, Тбілісі — 24 грудня 1986, там само) — грузинський музикознавець-фольклорист і педагог, доктор мистецтвознавства, професор, заслужений діяч мистецтв. Засновник і керівник Кабінету грузинської народної музики та кафедри грузинської народної музичної творчості Тбіліської державної консерваторії. Батько відомого грузинського актора Рамаза Чхиквадзе.

## Біографія
У 1927 році закінчив теоретико-композиторський факультет Тбіліської державної консерваторії, у 1932 році — Ленінградську консерваторію. У 1935 році закінчив Ленінградський інститут антропології та етнографії за фахом фольклор.
У 1935—1939 роках з його ініціативи в Тбіліській державній консерваторії був створений кабінет фольклору. У різні часи завідував фонолабораторією та експедиційним відділом Будинку народної творчості (сьогодні Державний центр фольклору).
Зробив великий внесок у збирання та нотування грузинських народних пісень. Керував експедиціями в різні регіони Грузії. Видав збірки народних пісень.

## Інтернет-ресурси
- გრიგოლ ჩხიკვაძე • Grigol Chkhikvadze